# Sint Willibrordus (molen)
De Sint Willibrordus molen is een in 1586 gebouwde, gesloten standerdmolen en is gedekt met eiken schaliën. Onder de luifel van de kap is een wijzerplaat geschilderd met de wijzerstand half elf. In 1893 is de molen 50 meter naar het westen verplaatst. De molen staat op Achter de Molen in Bakel.
Er is nog maar 1 koppel met 17der (150 cm doorsnee) kunststenen aanwezig. het koppel is maalvaardig en wordt gebruikt al naargelang de behoefte. Het niet meer aanwezige tweede koppel was op een lagere zolder geplaatst.
De wieken zijn oudhollands met geklonken, ijzeren roeden. Voor de restauratie van 1969 waren de wieken gestroomlijnd met Van Bussel-neuzen. De 5,30 m lange, houten bovenas heeft een gietijzeren insteekkop van het fabricaat Mercx.
De vang (rem) is een Vlaamse blokvang.
Het kruiwerk, waarmee de molen op de wind gezet wordt, is een zetelkruiwerk.
Het kammenluiwerk, waarmee de zakken graan opgehesen worden, wordt door het varkenswiel in beweging gezet.

## Overbrengingen
- De overbrengingsverhouding voor het koppel maalstenen is 1 : 5,36.
- Het bovenwiel heeft aan de trapzijde 75 kammen en aan de borstzijde een tweede krans van oorspronkelijk ook 75 kammen, dat vroeger het tweede koppel aandreef. De kammen van de tweede krans ontbreken echter voor een groot gedeelte. Het steenrondsel heeft 14 staven. De steek, de afstand tussen de kammen, is van de krans aan de trapzijde 11,8 cm en die aan de borstzijde 11,3 cm. Het steenrondsel draait hierdoor 5,36 keer sneller dan de bovenas.

## Eigenaar
- Gemeente Gemert-Bakel

## Koningsschieten
Het schuttersgilde Sint-Willibrordus heeft tot ongeveer 1960 de molen gebruikt voor het koningsschieten. Hiervoor werd aan een van de wieken een gaai (houten vogel) vastgemaakt, waarna de wiek naar boven gedraaid werd. Degene die het laatste stukje van de vogel afschoot was de koning. In de film Stoere Werkers. Molens in Nederland 1930-1933 van de cineast Alex Roosdorp is nog te zien hoe een en ander bij deze molen gebeurde.

## Fotogalerij

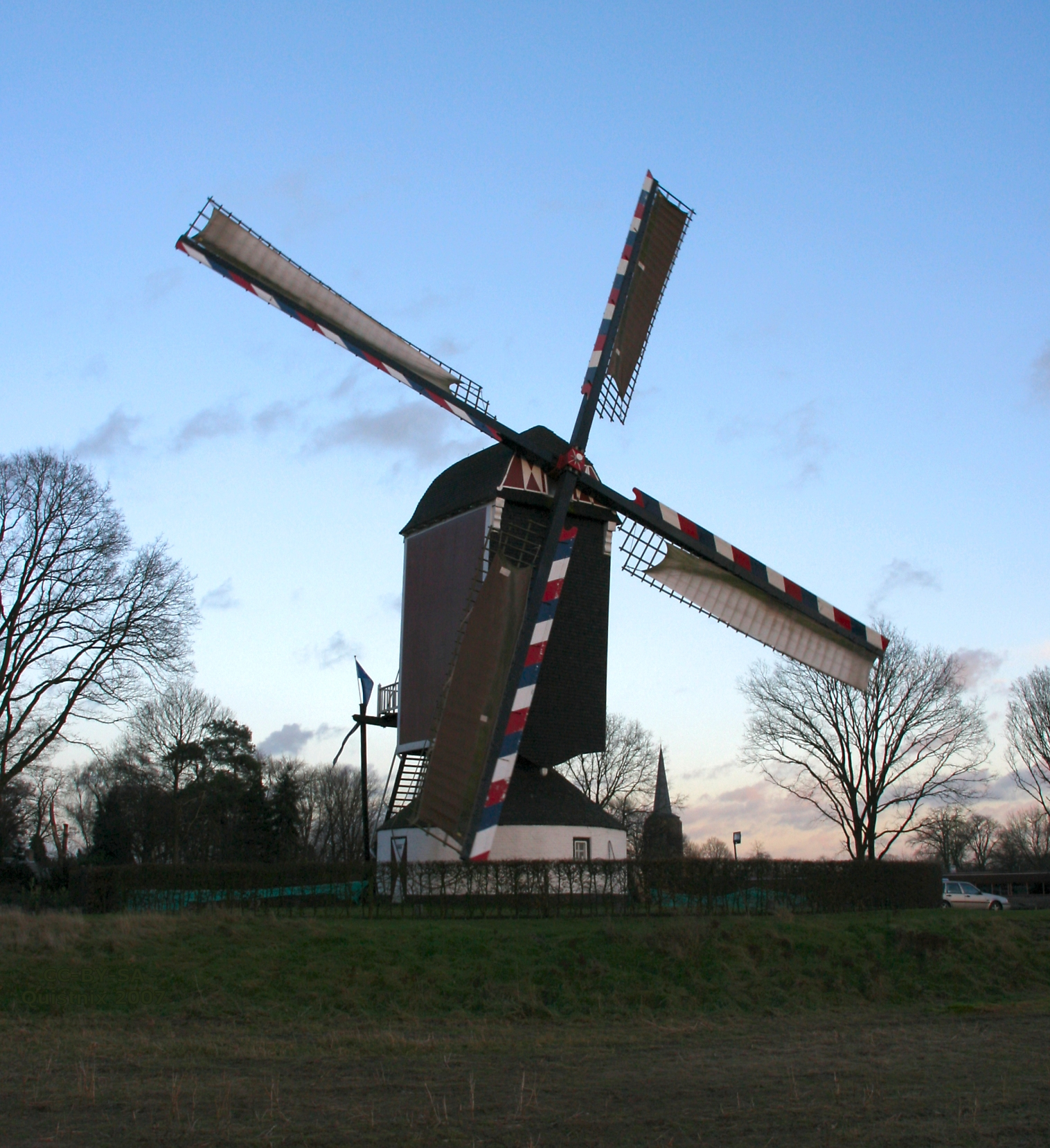
Molen in avondlicht
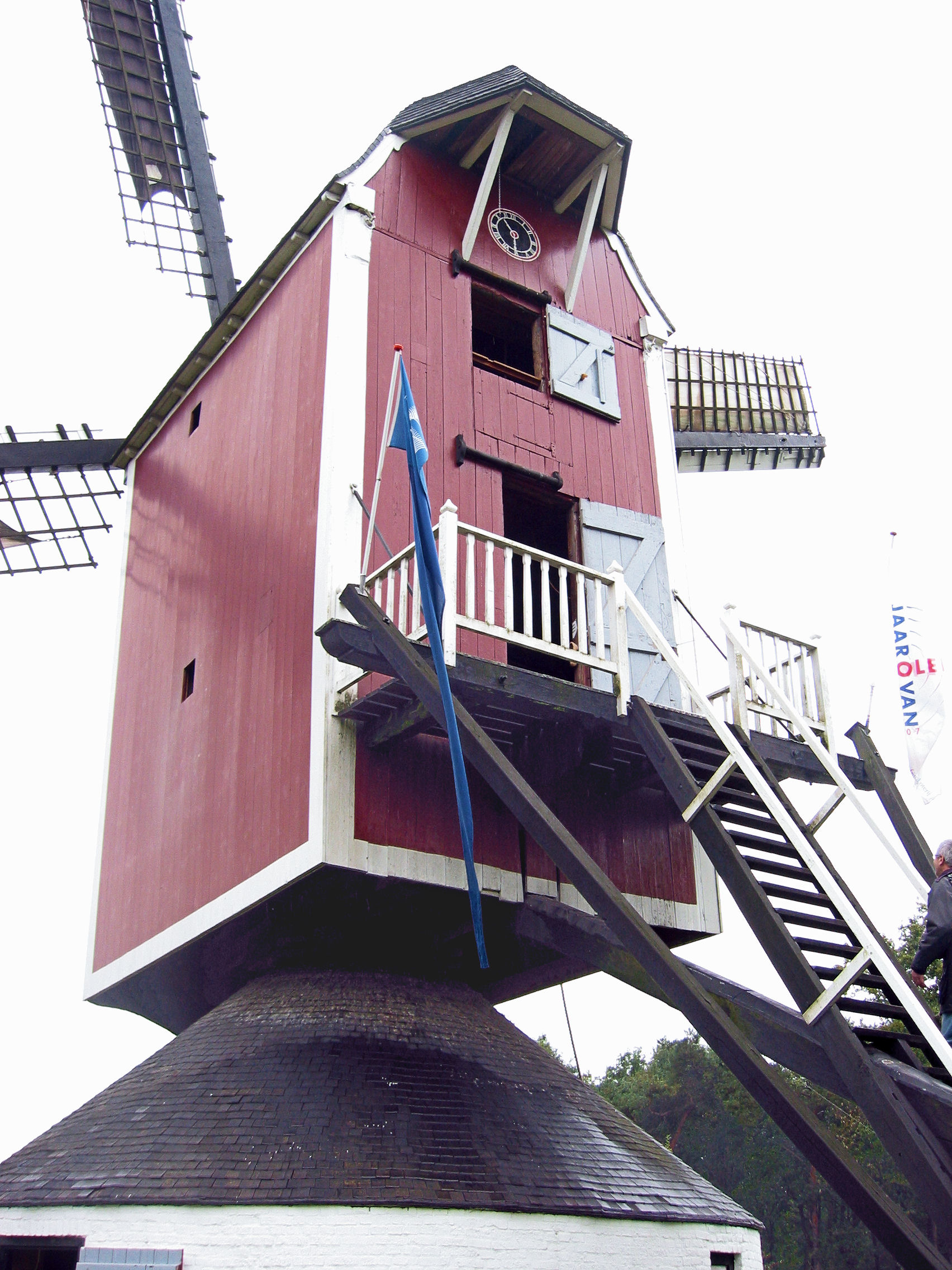
Trapbint
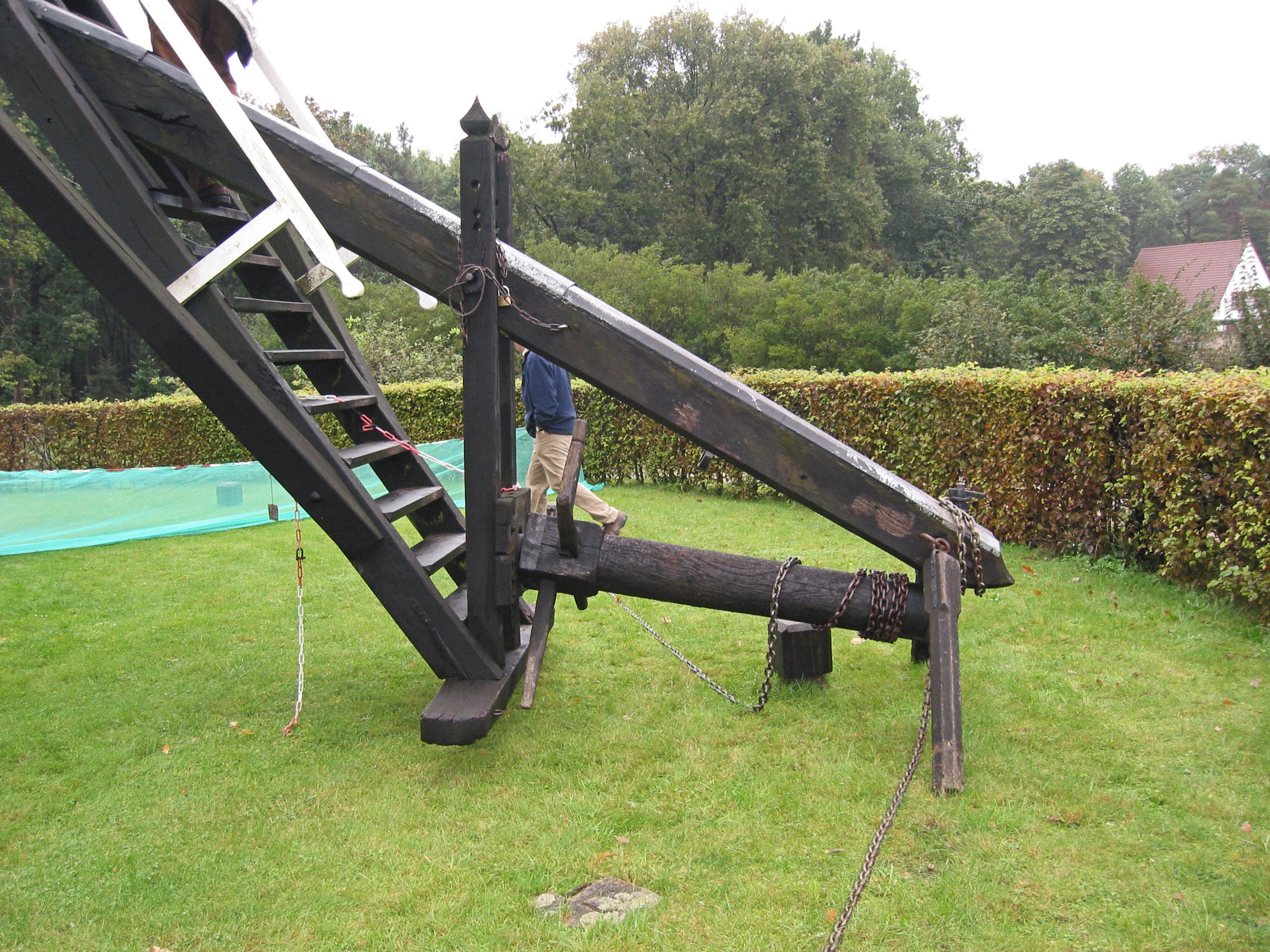
Kruibank
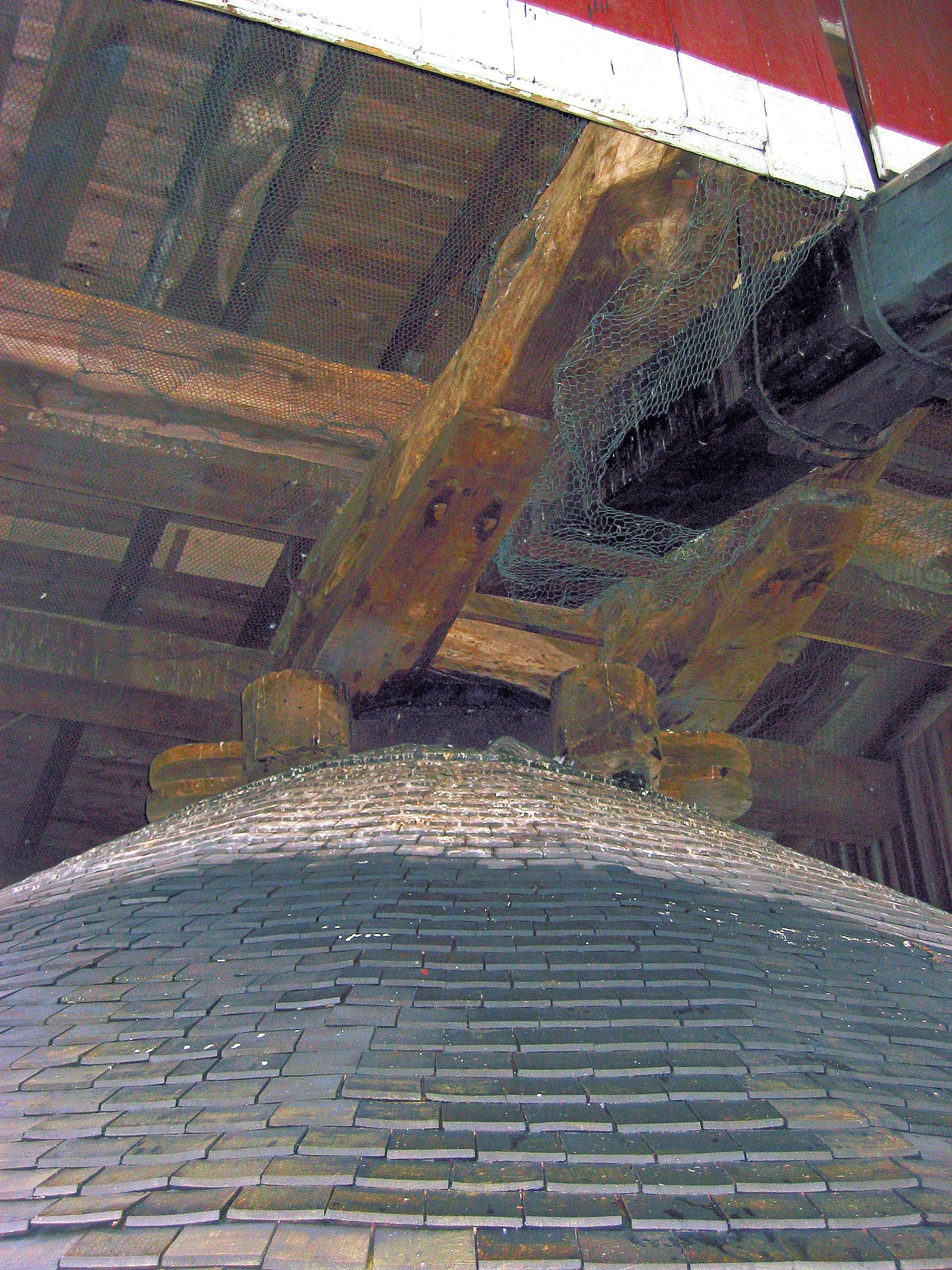
Zetel
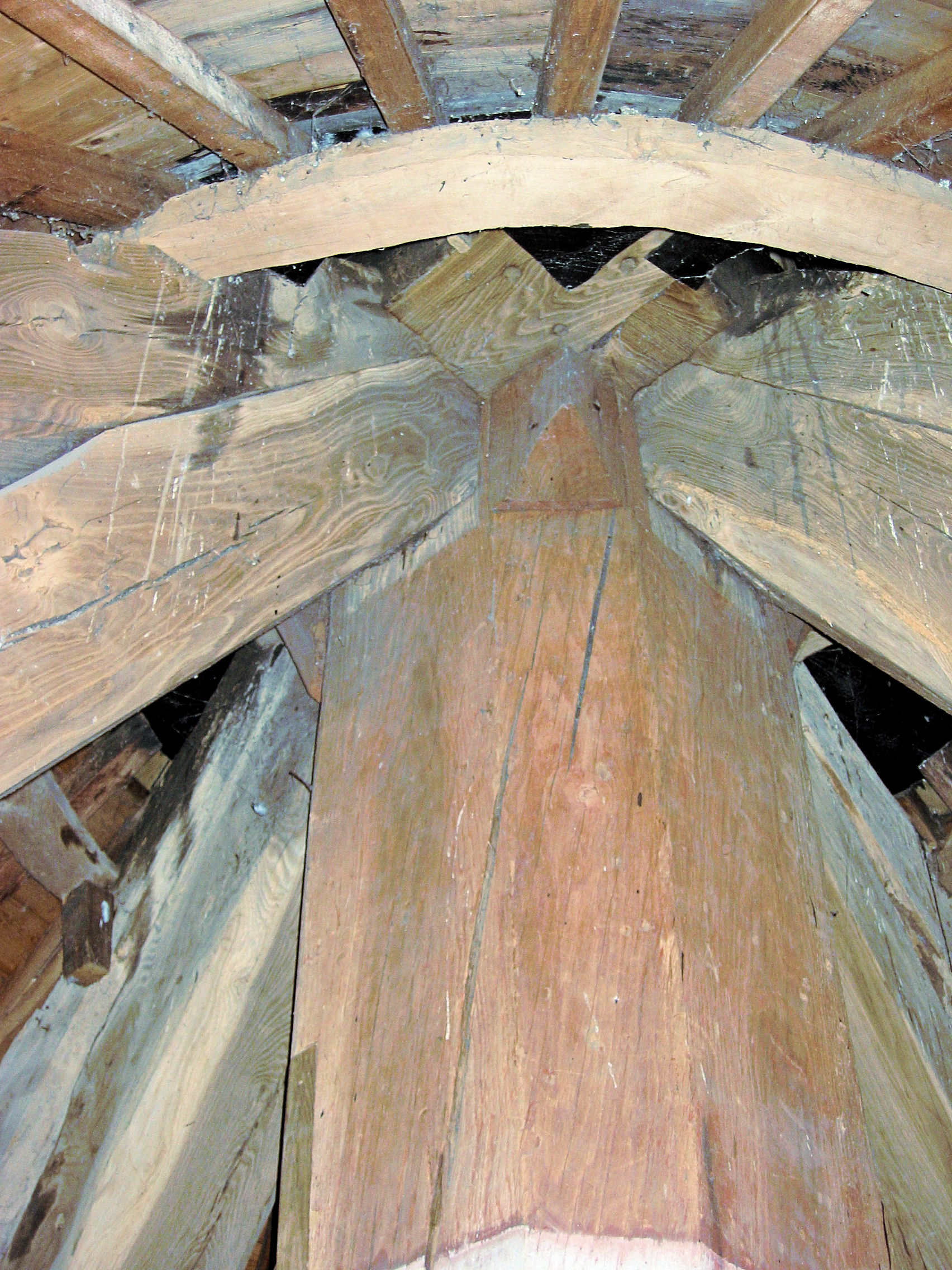
Onderkant zetel
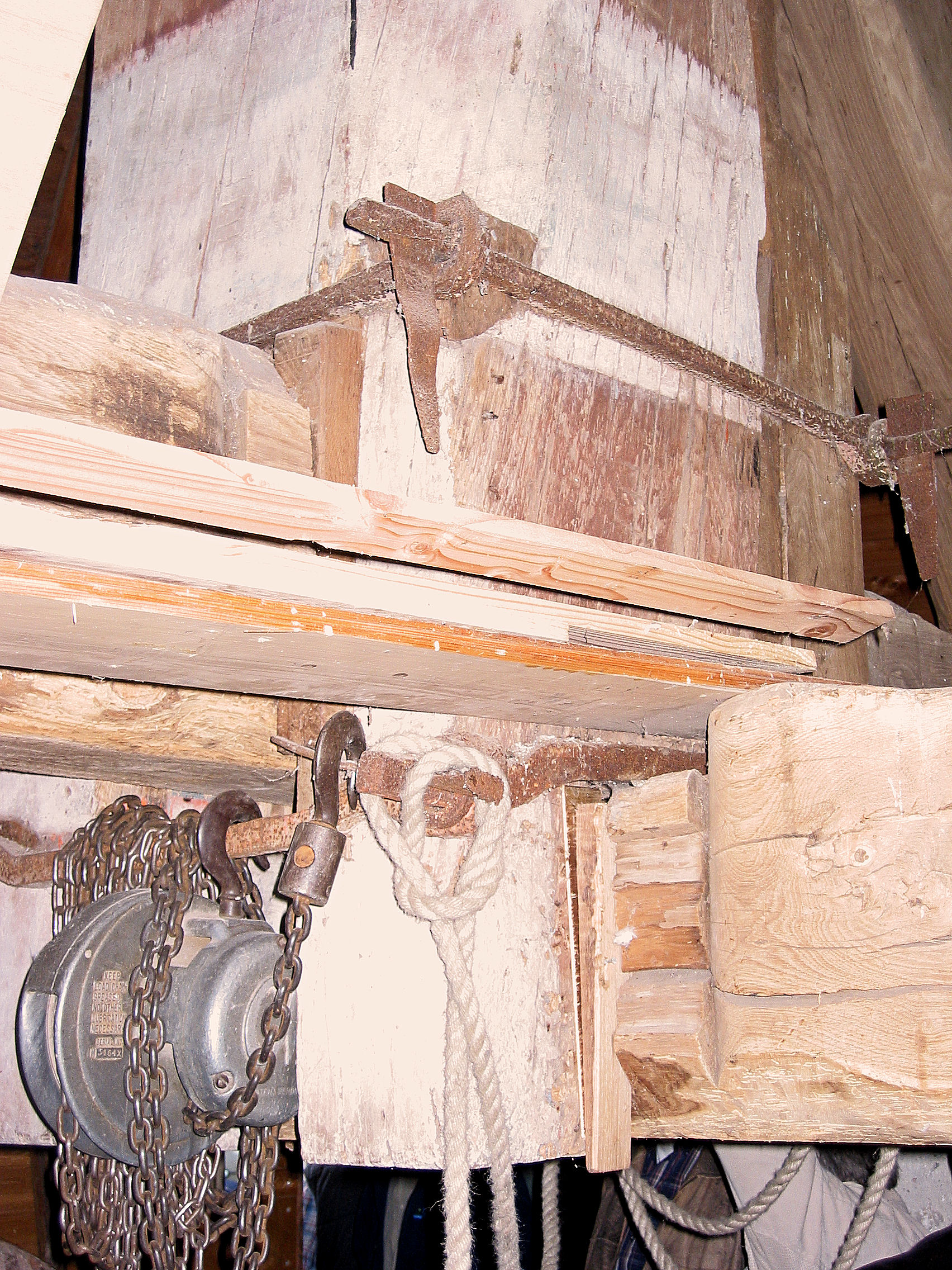
Standerd op de kruisplaten
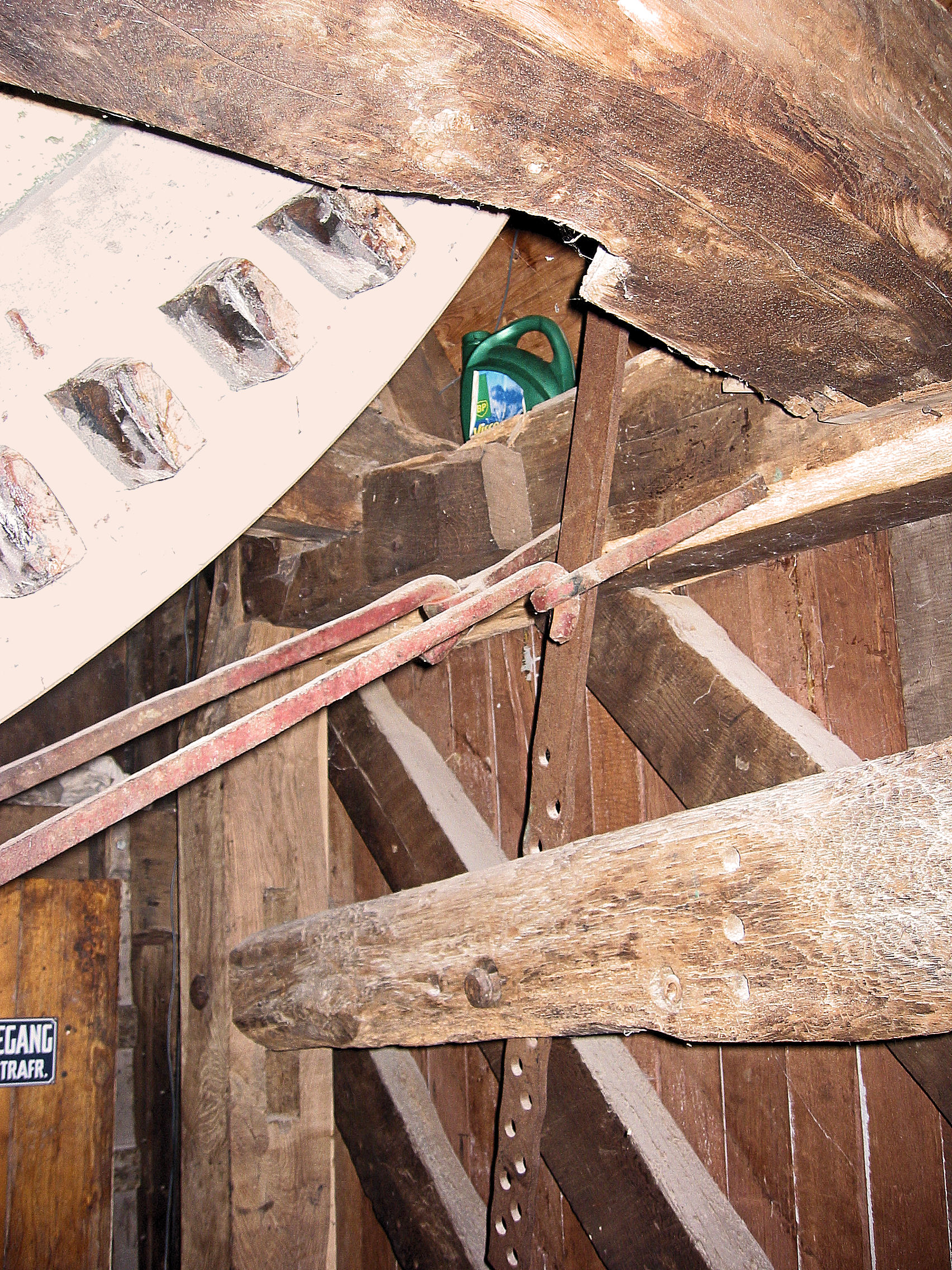
Vangbalk
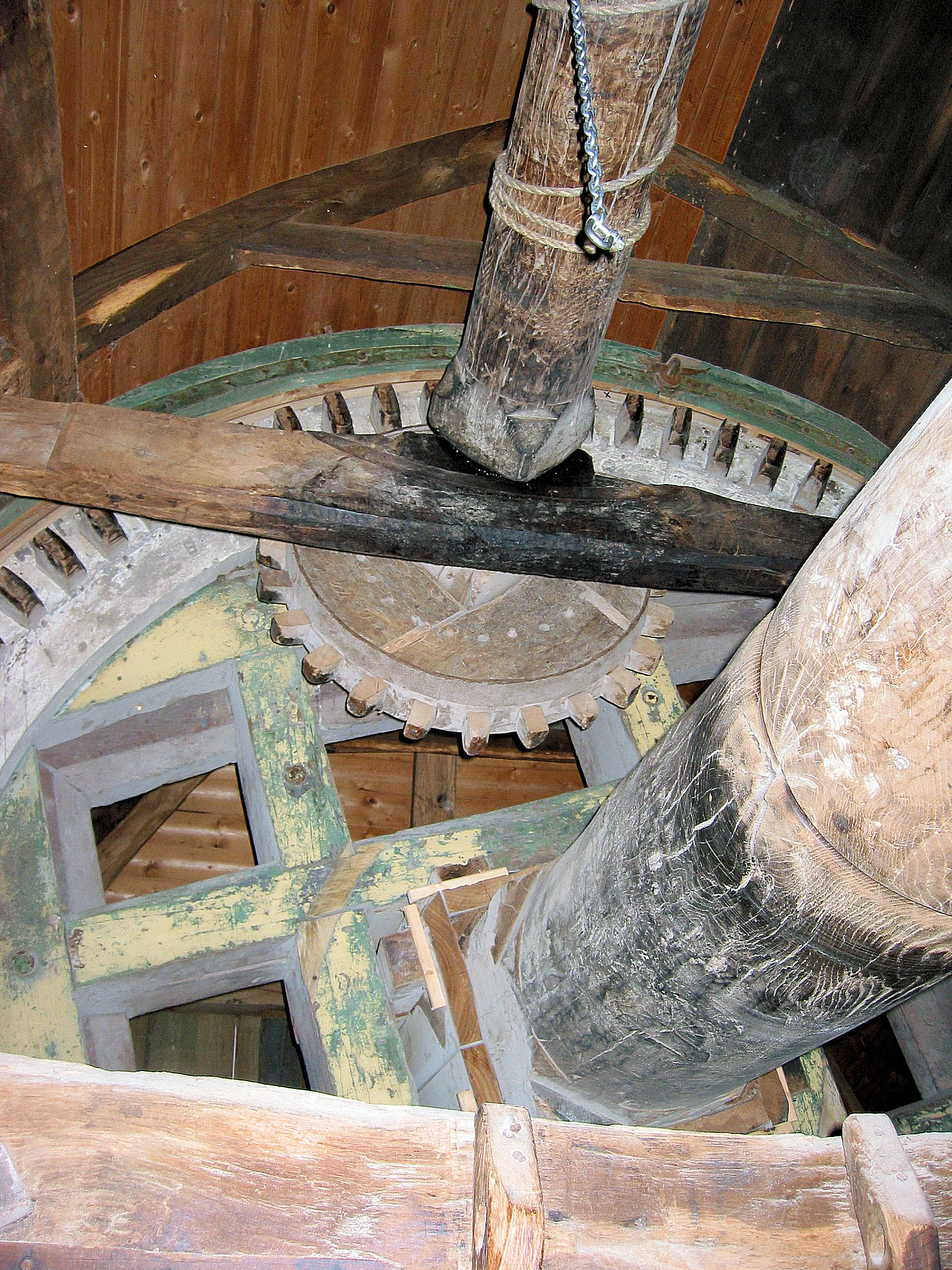
Bovenas met bovenwiel en kleinere varkenswiel
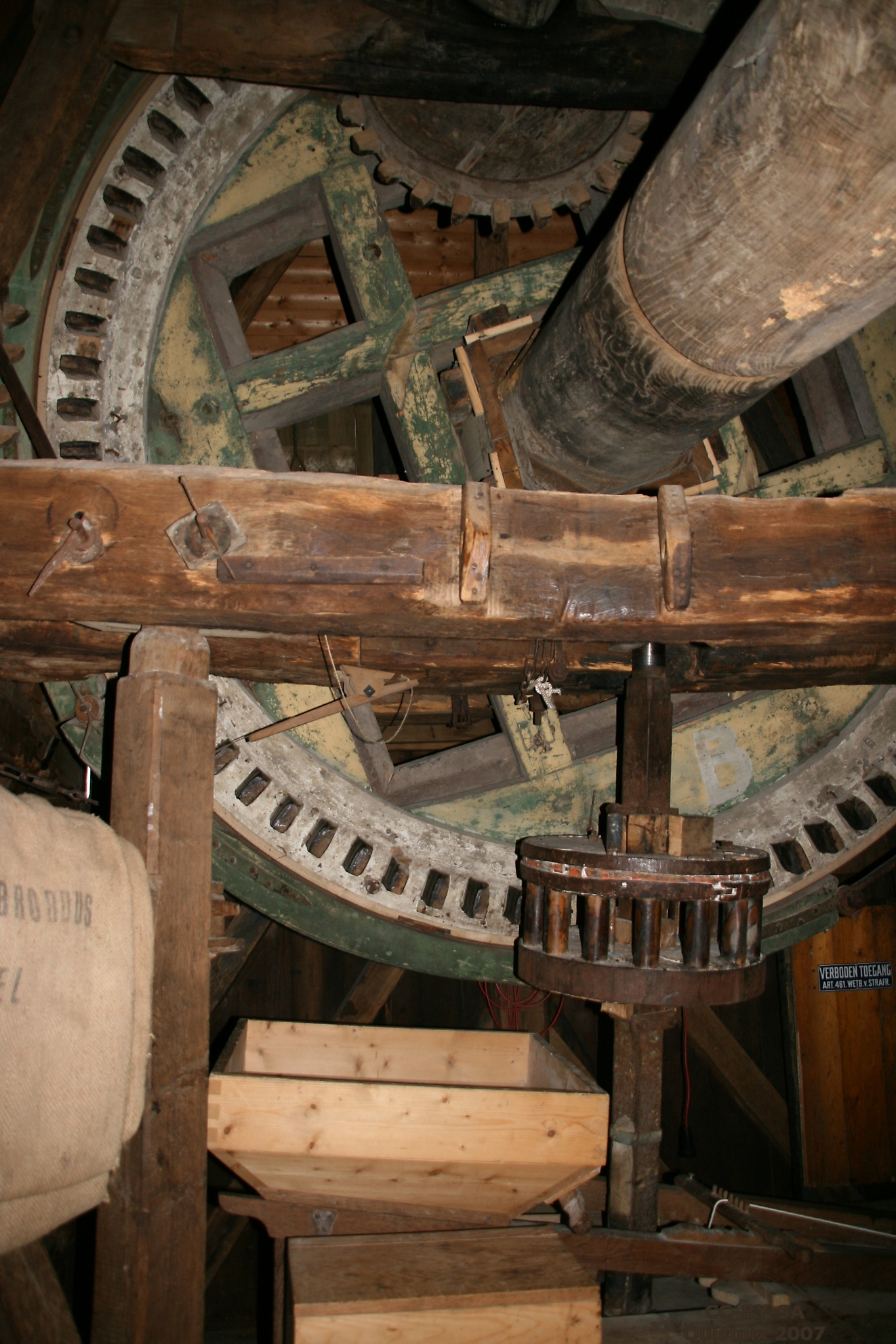
Bovenwiel en steenrondsel
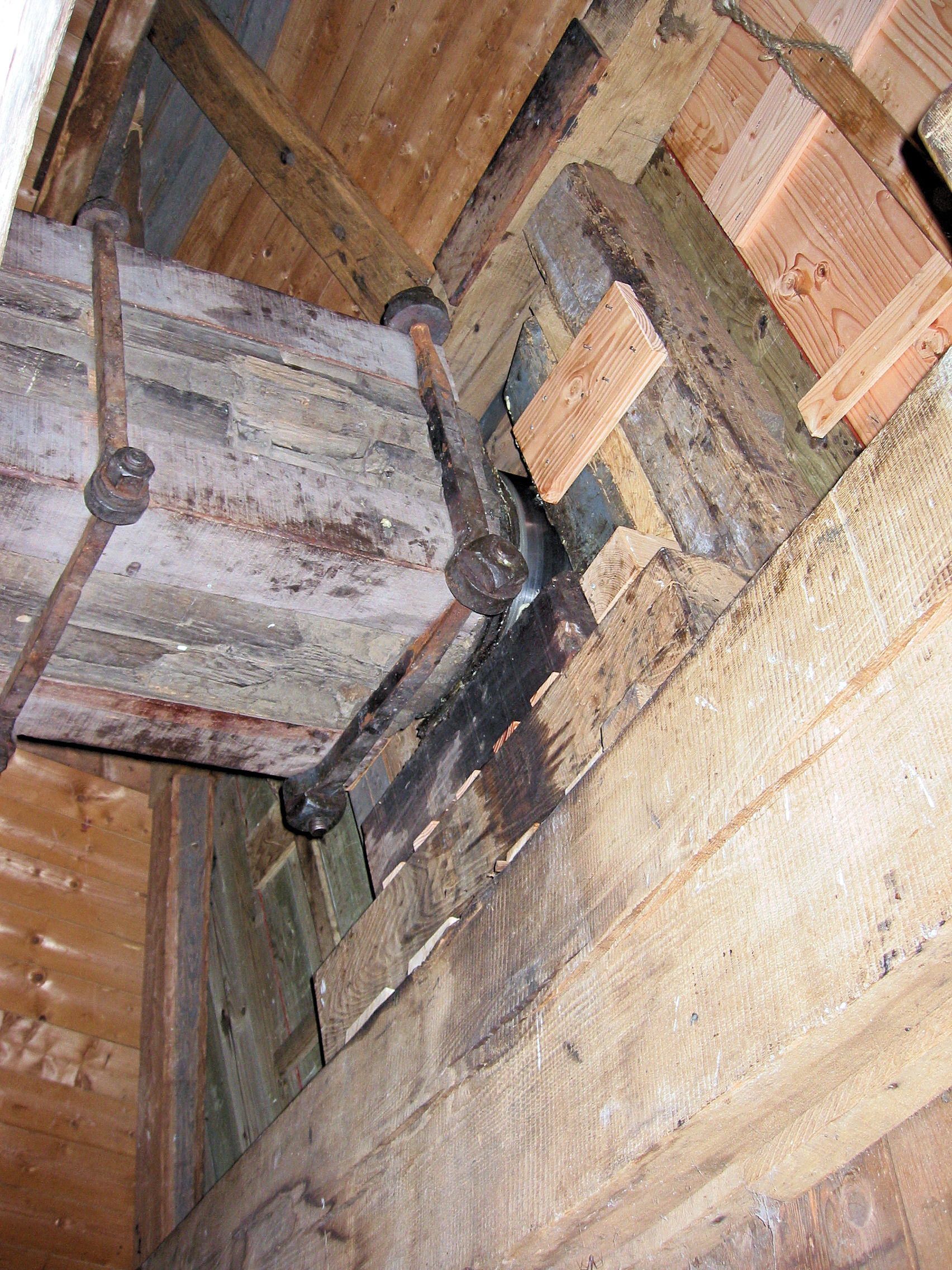
Halslager bovenas
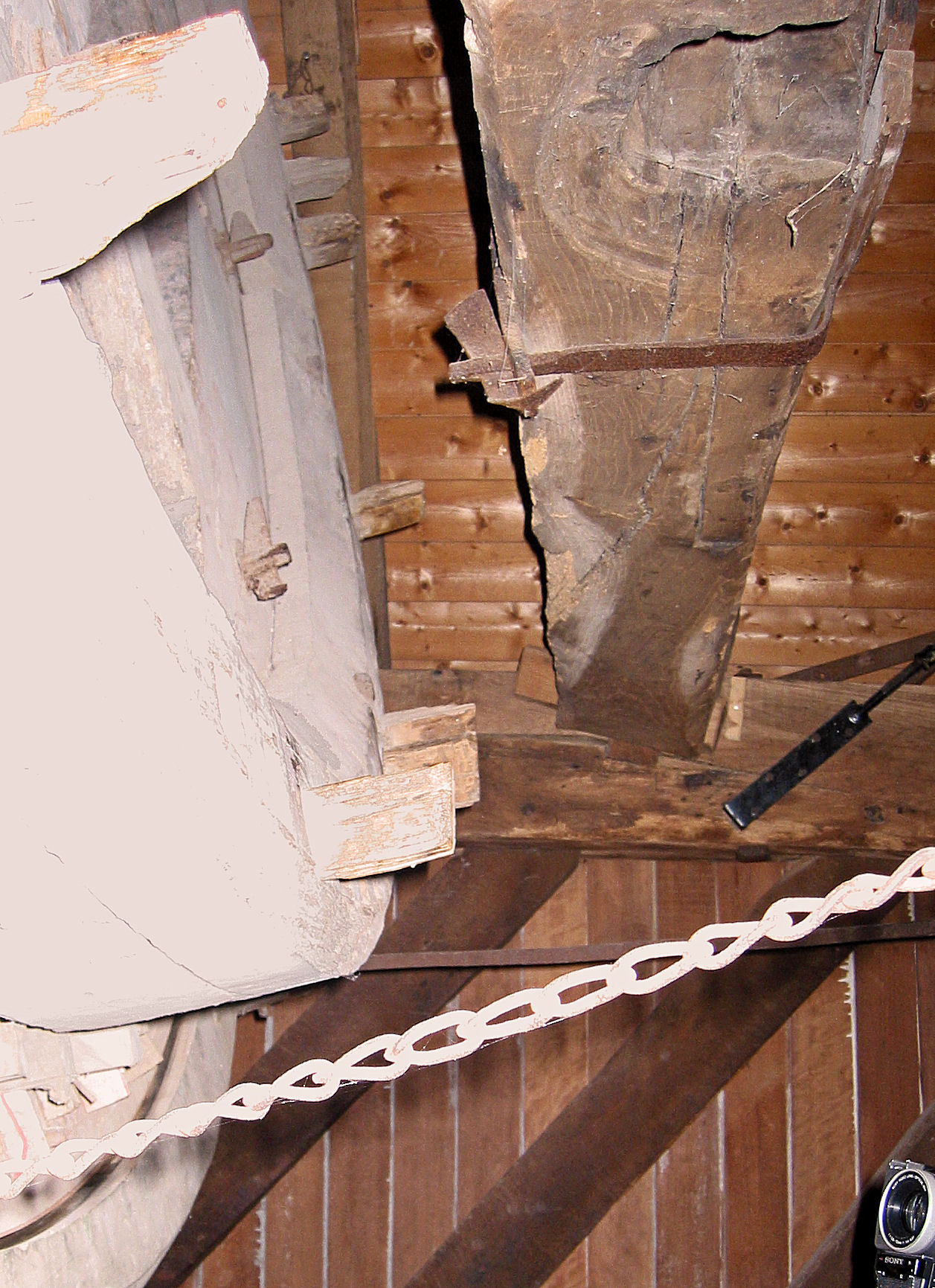
Ontbrekende kammen in bovenwiel
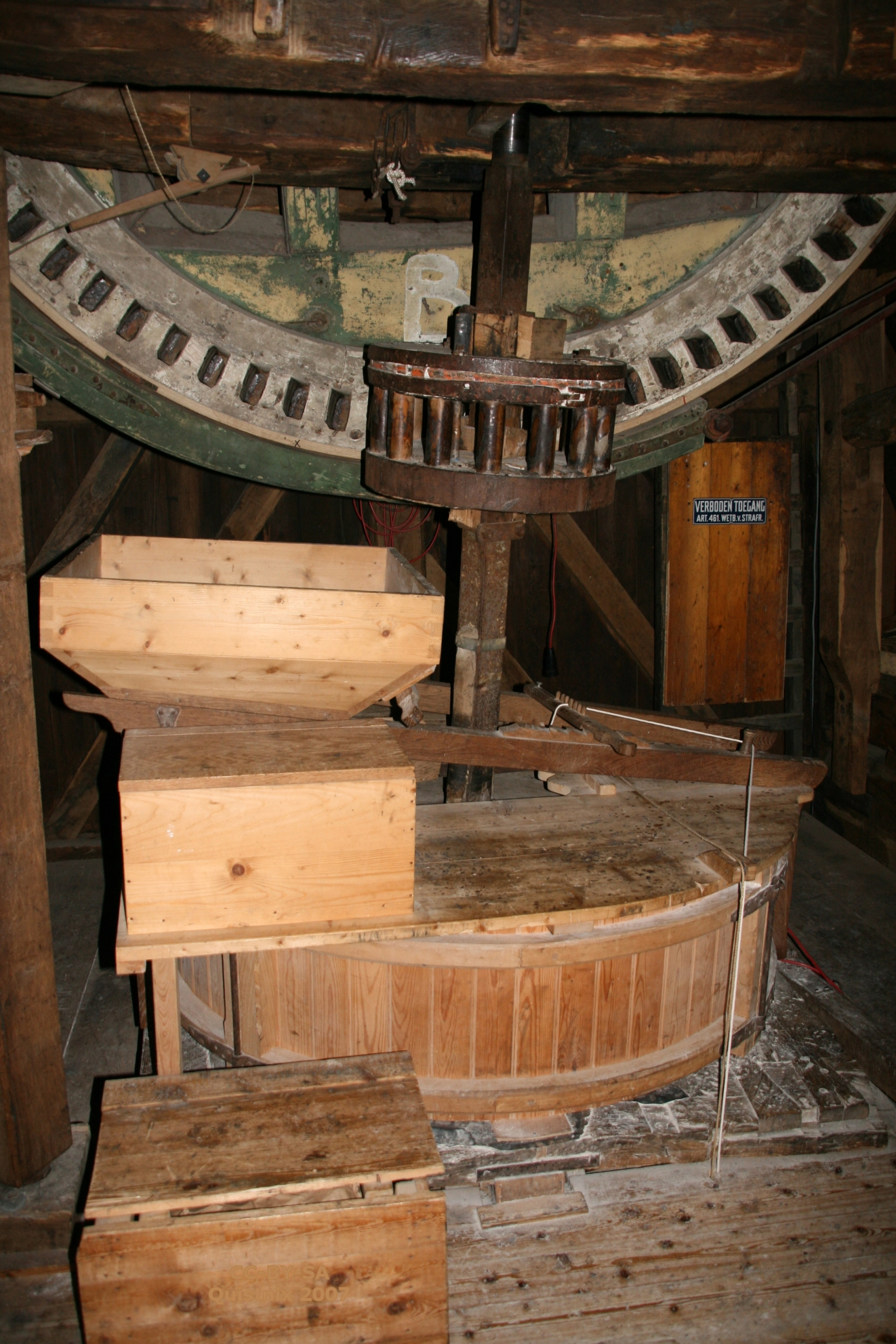
Maalstoel
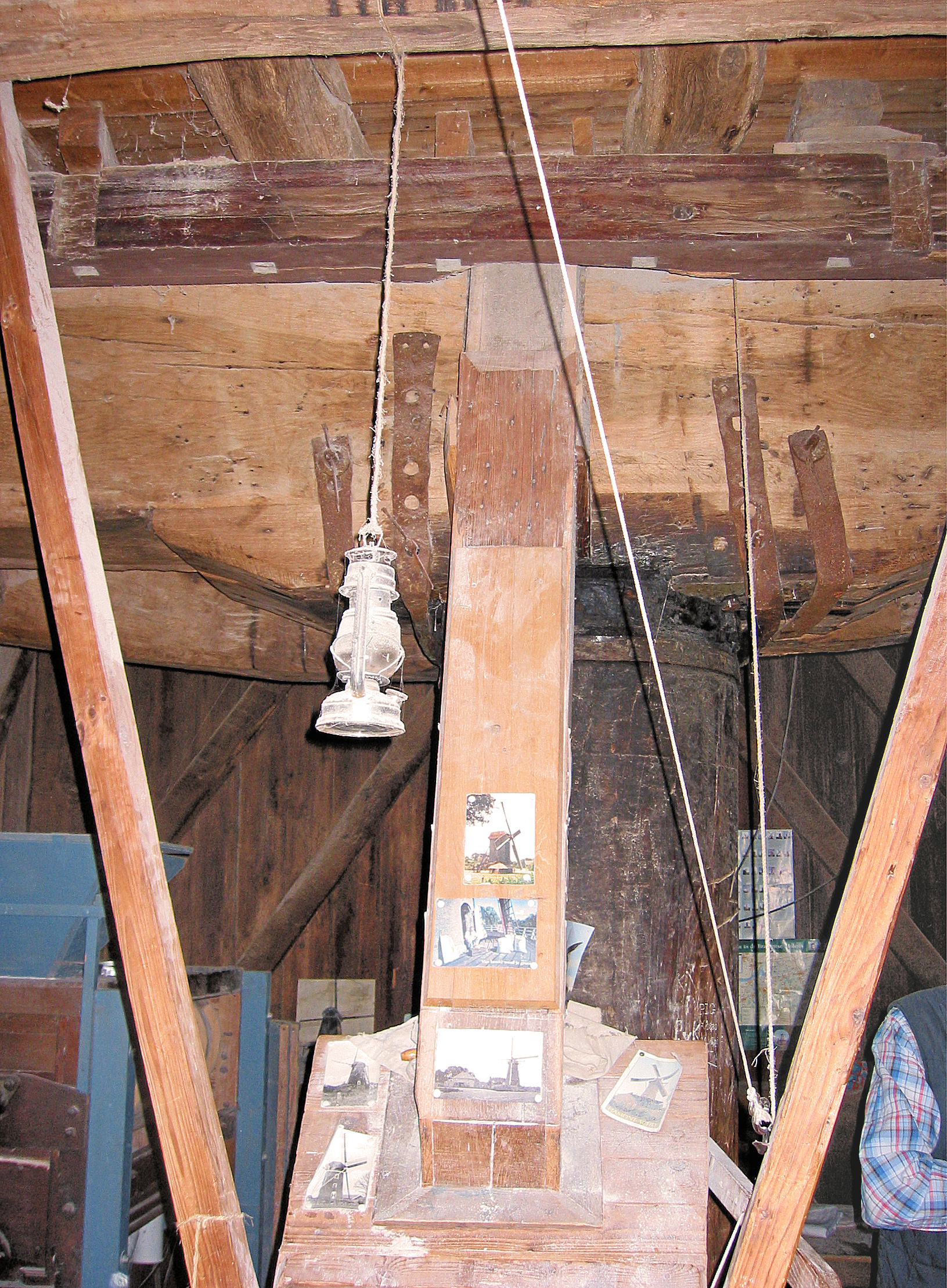
Meelpijp met steenbalk
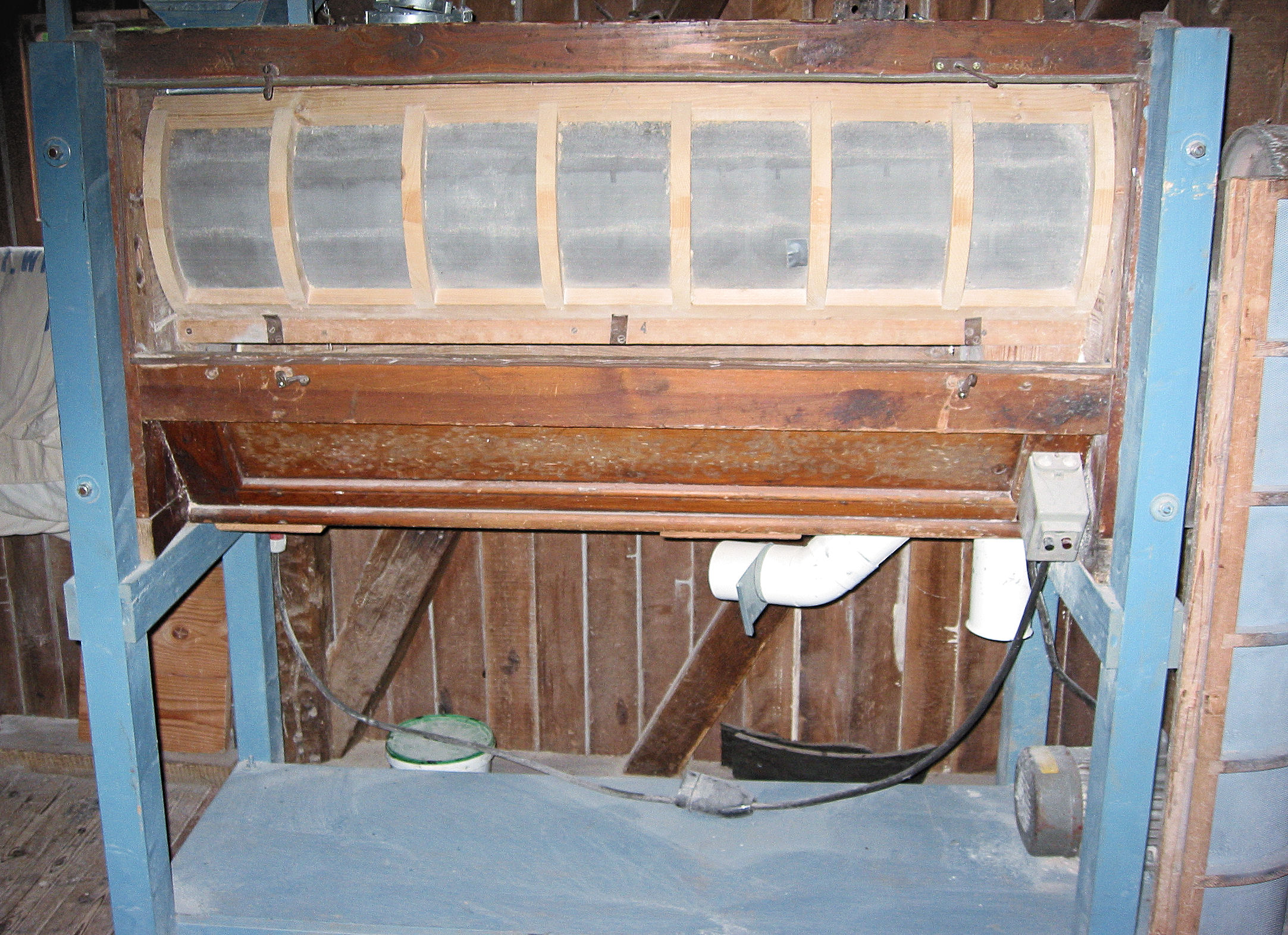
Buil voor het zeven (builen) van het meel